# Iaz (okręg Suczawa)
Iaz – wieś w Rumunii, w okręgu Suczawa, w gminie Dornești. W 2011 roku liczyła 262 mieszkańców.